# Marlow, Buckinghamshire
Marlow är en stad och civil parish i södra Buckinghamshire i England. Staden ligger vid floden Themsen, sydväst om High Wycombe och nordväst om Maidenhead. Folkmängden i tätorten (inklusive Marlow Bottom) uppgick till 18 261 invånare 2011, på en yta av 5,65 km².
Fram till 1897 utgjorde den nuvarande staden en del av civil parish Great Marlow. Orten har även historiskt benämnts Chipping Marlow.